# 世古一穂
世古 一穂（せこ かずほ、1952年 - ）は、日本の著作家、社会活動家。元金沢大学大学院教授。
特定非営利活動法人 NPO研修・情報センター 代表理事、酒蔵環境研究会代表幹事。
NPO活動の普及に取り組んでいるほか、コミュニティ・レストランを通したまちづくりの取り組みも提唱している。

## 経歴
京都市に生まれる。
神戸大学文学部哲学科で社会学を専攻し、1975年に卒業後、大阪大学大学院工学研究科博士課程に学ぶ。
その後生活科学研究所主任研究員、日本総研主任研究員を経て、1990年に参加のデザイン研究所を設立した。
1997年にNPO研修・情報センターを設立し、代表理事となり、1998年の特定非営利活動促進法の成立に向けて活動をした。
同じく1997年には、国土庁の委託調査を契機に「酒蔵を核にしたまちづくり」の具体化に取り組む酒蔵環境研究会を立ち上げた。1999年には特定非営利活動法人の認証を受けた。
この間、日本NPO学会常務理事などを務めたほか、地方制度調査会審議委員をはじめ、政府系の各種審議会に委員として参加しており、また、東京経済大学などでも非常勤講師として教鞭を執った。
2006年に金沢大学大学院教授となり、その後退職した（2011年9月の時点で「前金沢大学大学院教授」）。

## おもな著書

### 単著
- 市民参加のデザイン : 市民・行政・企業・NPOの協働の時代、ぎょうせい、1999年
- 協働のデザイン : パートナーシップを拓く仕組みづくり、人づくり、学芸出版社、2001年
- 参加と協働のデザイン、学芸出版、2009年

### 編著
- 協働コーディネーター、ファシリテーター養成講座 : 参加協働型社会の新しい職能 第5版 (TRCブックレット ; 7)、NPO研修・情報センター、2004年
- コミュニティ・レストラン、日本評論社、2007年
- 協働コーディネーター : 参加協働型社会を拓く新しい職能、ぎょうせい、2007年
- 参加と協働のデザイン : NPO・行政・企業の役割を再考する、学芸出版社、2009年
- 広がる食卓 : コミュニティ・レストラン、梨の木舎、2019年

### 共著
- （土田修との共著）マスメディア再生への戦略 : NPO・NGO・市民との協働、明石書店、2009年
- （土田修との共著）日本酒、米づくりから始める : 酒蔵最前線、七つ森書館、2018年